# North Petherton
North Petherton est une petite ville et une paroisse civile du Somerset, en Angleterre. Elle est située sur le fleuve Parrett, à quatre kilomètres au sud de la ville de Bridgwater. Administrativement, elle relève du district de Sedgemoor. Au recensement de 2011, elle comptait 6 730 habitants et au recensement de 2021, elle comptait 3 178 habitants.

## Étymologie
Le nom Petherton signifie « domaine sur la Parrett », du nom du cours d'eau auquel est suffixé le vieil anglais tūn « ferme, domaine ». Une autre localité du Somerset porte le nom de South Petherton. North Petherton figure dans le Domesday Book sous les formes Nordperet et Peretune.

## Jumelages
North Petherton est jumelée avec :
- Ceaucé (France) depuis 1994